# Комо де Шарри, Жозеф
Жозеф Комо де Шарри (собственно: Себастьян Жозеф Франсуа де Комо де Шарри; фр. Sebastiеn-Joseph-Francois de Comeau de Charry, нем. Sebastian Joseph von Comeau; 4 февраля 1771, Бразе-ан-Морван — 5 февраля 1844) — французский и баварский офицер артиллерии, полковник (15.04.1812), мемуарист.

## Биография
Родился в 1771 году во французской дворянской семье Антуана Бернара де Комо (1731–1802) и его супруги Жанны-Франсуазы. Окончил артиллерийскую школу в Меце. В 1789 году был произведен в офицеры. Вместе с Наполеоном Бонапартом служил офицером артиллерии в гарнизоне Безансона, и находился с ним в приятельских отношениях, несмотря на различия в политических убеждениях (Комо де Шарри был убеждённый роялист).
Во время Французской революции Комо де Шарри эмигрировал и записался в эмигрантскую Армию Конде, чтобы сражаться против революционной Франции. Отличился в сражении под Констанцем, где, уничтожением под неприятельским огнем моста спас свою армию.
Затем Комо де Шарри перешел на баварскую службу в чине капитана, где активно участвовал в реорганизации баварской артиллерии.
Во время Войны третьей коалиции (1805), в которой Бавария (в отличие от Революционных войн) участвовала, как союзник Франции, Комо, по просьбе императора Наполеона, был прикомандирован к штабу французской армейской артиллерии. Начальник штаба артиллерии, генерал Пернети так охарактеризовал Комо де Шарри в докладе генералу Сонжи де Курбону: «Этот офицер (Комо) достоин уважения, полностью предан интересам своего монарха, с теплотой заботится о благополучии своих подчиненных и ревностно применяет свои таланты и разнообразный опыт. Своей неутомимой заботой о делах службы он наилучшим образом оправдывает как почётный выбор своего монарха, так и на оказанное ему доверие (с нашей стороны)».
Во время Войны четвёртой коалиции (1806—1807), Комо отличился при осаде замка Плассенбург. Во время битвы при Гейльсберге 10 июня 1807 года Комо удалось остановить бегство с поля боя французских солдат из дивизии Сен-Илера, боевые порядки которой рухнули из-за натиска русской кавалерии. Комо де Шарри сумел собрать бегущих на дороге между Гейльсбергом и Гутштадтом и отразить следующую атаку. За свою отвагу Комо де Шарри был награждён кавалерской степенью ордена Почётного легиона (17 июля 1807 года). Во время Войны пятой коалиции, в чине подполковника баварской службы, Комо снова служил во французском армейском артиллерийском штабе. В 1811 году был награждён баварским орденом Максимиллиана-Иосифа.
Находясь на баварской службе, Комо также неоднократно бывал во Франции с различными военно-дипломатическими поручениями и лично встречался с императором наполеоном, который по-прежнему относился к нему с теплотой.
Перед походом 1812 года Комо, по поручению баварского короля, ездил в Париж с особой запиской, имевшей целью предупредить Наполеона о тех опасностях, которые ожидают его в России, но эта попытка повлиять на решение императора не имела успеха.
Во время войны 1812 года Комо в чине полковника служил начальником штаба баварского корпуса Вреде, общее командование которым осуществлял Сен-Сир. В составе баварского корпуса Сен-Сира Комо участвовал во втором сражении под Полоцком, в ходе которого был тяжело ранен и попал в русский плен.
На этом военная карьера Комо окончилась, так как он не пожелал сражаться против Франции, когда Бавария перешла в ряды её врагов. Наполеон, узнав о таком решении Комо, был очень тронут и поручил написать баварскому королю, что он просит оказать всевозможное внимание Комо, «человеку, столь редкому в XIX столетии». Вернувшись во Францию после Реставрации Бурбонов, Комо не захотел служить и им. Он жил во Франции как частное лицо и умер в Париже в 1844 году. Мемуары Комо де Шарри под заглавием «Souvenirs des guerres d’Allemagne pendant la Révolution et l’Empire» были изданы в Париже в 1900 году.
Кроме мемуаров, написал ещё:
- «Tableaux de la civilisation ancienne et moderne» («Таблицы по древней и современной истории»)
- «La Bavière, alliée de Napoléon» («Бавария, как союзник Наполеона»)
- «Le tacticien de Napoléon» («Тактика Наполеона»)

## Дальнейшее чтение
- Friedrich M. Kircheisen, Gespräche Napoleons Des Ersten, S. 226 Der Kaiser Napoleon und Graf Comeau de Charry in Bayern, 1805
- «Sebastian Joseph, baron von Comeau». Биография в книге: Der Koeniglich-Bayerische Militaer-Max-Joseph-Orden und seine Mitglieder., S. 111